# Rio Bașburun
O Rio Başburun é um rio da Romênia afluente do Măcin Branch, Danúbio, localizado no distrito de Tulcea.